# Anglia régiói
Anglia közigazgatásának legfelső szintjét kilenc régió képezi. Mindegyik egy vagy több megyei szintű egységet tartalmaz. A régiókat 1994-ben alapították és 1996 óta ezek képezik Anglia Európai Parlament (EP) választókörzeteit. Mind azonos státuszúak, csak London rendelkezik többletjogokkal.

## A régiók

Anglia régiói

| Régió (Region)                                          | Terület | Hozzátartozó területek                                                    | Hozzátartozó területek |
| Régió (Region)                                          | Terület | Megye (county)                                                            | Egységes hatóság (unitary authority) |
| ------------------------------------------------------- | ------- | ------------------------------------------------------------------------- | --- |
| Kelet-Közép-Anglia (East Midlands)                      |         | Derbyshire Leicestershire Nottinghamshire Lincolnshire Northamptonshire   | Derby Leicester Nottingham Rutland |
| Kelet-Anglia (East of England)                          | rand    | Cambridgeshire Essex Hertfordshire Norfolk Suffolk                        | Bedford Central Bedfordshire Luton Peterborough Southend-on-Sea Thurrock                                                                                    |
| North East England (ÉK-Anglia, vagy Northumbria)        |         | Tyne and Wear                                                             | County Durham Darlington Hartlepool Middlesbrough Northumberland Redcar and Cleveland Stockton on Tees                                                      |
| North West England (ÉNy-Anglia)                         |         | Cumbria Greater Manchester Lancashire Merseyside                          | Blackburn with Darwen Blackpool Cheshire East Cheshire West and Chester Halton Warrington                                                                   |
| South East England (DK-Anglia)                          |         | Buckinghamshire East Sussex Hampshire Kent Oxfordshire Surrey West Sussex | Bracknell Forest Brighton and Hove Isle of Wight Medway Milton Keynes Portsmouth Reading Slough Southampton West Berkshire Windsor and Maidenhead Wokingham |
| South West England (DNy-Anglia)                         |         | Devon Dorset Gloucestershire Somerset                                     | Bath and North East Somerset Bournemouth Bristol Cornwall Isles of Scilly North Somerset Plymouth Poole South Gloucestershire Swindon Torbay Wiltshire      |
| West Midlands (Nyugat-Közép-Anglia)                     |         | Staffordshire Warwickshire West Midlands Worcestershire                   | Herefordshire Shropshire Stoke-on-Trent Telford and Wrekin                                                                                                  |
| Yorkshire and the Humber (Yorkshire és Humber környéke) |         | North Yorkshire South Yorkshire West Yorkshire                            | East Riding of Yorkshire Kingston upon Hull North Lincolnshire North East Lincolnshire York                                                                 |
| Nagy-London (Greater London)                            |         | Greater London (City of London és 32 londoni kerület)                     | Greater London (City of London és 32 londoni kerület) |

## Fordítás
- Ez a szócikk részben vagy egészben  a   Region (England) című német Wikipédia-szócikk fordításán alapul.  Az eredeti cikk szerkesztőit annak laptörténete sorolja fel. Ez a jelzés csupán a megfogalmazás eredetét és a szerzői jogokat jelzi, nem szolgál a cikkben szereplő információk forrásmegjelöléseként.